# Erica Bougard
Pour les articles homonymes, voir Bougard.
Erica Bougard (née le 26 juillet 1993 à Memphis) est une athlète américaine, spécialiste des épreuves combinées.

## Biographie
Elle se classe 24e de l'heptathlon lors des championnats du monde 2013, à Moscou, abandonne avant la dernière épreuve lors des championnats du monde 2015, à Pékin, et se classe 18e des championnats du monde 2017, à Londres.
Le 2 mars 2018, Bougard termine 5e des championnats du monde en salle de Birmingham avec 4 571 points.
Elle se classe 4e des championnats du monde 2019 à Doha avec 6 470 pts.

## Vie privée
Ouvertement homosexuelle, en couple avec une athlète canadienne, elle porte lors des championnats du monde 2019 à Doha des pointes avec le Drapeau LGBT, dans un pays où l'acte homosexuel est illégal. Toutefois, elle dit ne pas l'avoir fait a dessein.

## Palmarès
| Date | Compétition                           | Lieu                                  | Résultat | Épreuve    | Marque     |
| ---- | ------------------------------------- | ------------------------------------- | -------- | ---------- | ---------- |
| 2012 | Championnats du monde juniors         | Barcelone                             | 13e      | Heptathlon | 5 410 pts  |
| 2013 | Championnats du monde                 | Moscou                                | 24e      | Heptathlon | 5 829 pts  |
| 2015 | Championnats du monde                 | Pékin                                 | —        | Heptathlon | DNF        |
| 2017 | Hypo-Meeting                          | Götzis                                | 6e       | Heptathlon | 6 502 pts  |
| 2017 | Championnats du monde                 | Londres                               | 18e      | Heptathlon | 6 036 pts  |
| 2018 | Championnats du monde en salle        | Birmingham                            | 5e       | Pentathlon | 4 571 pts  |
| 2018 | Multistars                            | Florence                              | 1re      | Heptathlon | 6 327 pts  |
| 2018 | Hypo-Meeting                          | Götzis                                | 3e       | Heptathlon | 6 725 pts  |
| 2018 | Coupe du monde des épreuves combinées | Coupe du monde des épreuves combinées | 2e       | Heptathlon | 19 399 pts |
| 2019 | Hypo-Meeting                          | Götzis                                | 6e       | Heptathlon | 6 374 pts  |
| 2019 | Championnats du monde                 | Doha                                  | 4e       | Heptathlon | 6 470 pts  |
| 2019 | Coupe du monde des épreuves combinées | Coupe du monde des épreuves combinées | 2e       | Heptathlon | 19 507 pts |
| 2021 | Jeux olympiques                       | Tokyo                                 | 9e       | Heptathlon | 6 369 pts  |

- Championnats des États-Unis d'athlétisme :
  - Heptathlon : vainqueur en 2018 et 2019 ; 2e en 2017 ; 3e en 2013, 2014 et 2015
- Championnats des États-Unis d'athlétisme en salle :
  - Pentathlon : vainqueur en 2017 et 2018
  - Saut en longueur : vainqueur en 2017

## Records
| Épreuve           | Performance   | Lieu       | Date            |
| ----------------- | ------------- | ---------- | --------------- |
| 100 mètres haies  | 12 s 78       | Des Moines | 27 juillet 2019 |
| Saut en hauteur   | 1,92 m        | Sacramento | 24 juin 2017    |
| Lancer du poids   | 13,02 m       | Götzis     | 26 mai 2018     |
| 200 mètres        | 23 s 28       | Götzis     | 27 mai 2017     |
| Saut en longueur  | 6,62 m        | Götzis     | 27 mai 2018     |
| Lancer du javelot | 45,80 m       | Des Moines | 28 juillet 2019 |
| 800 mètres        | 2 min 08 s 24 | Götzis     | 26 mai 2019     |
| Heptathlon        | 6 725 pts     | Götzis     | 27 mai 2018     |

| Épreuve          | Performance   | Lieu         | Date            |
| ---------------- | ------------- | ------------ | --------------- |
| 60 mètres haies  | 7 s 98        | Albuquerque  | 16 février 2018 |
| Saut en hauteur  | 1,89 m        | Albuquerque  | 16 février 2018 |
| Lancer du poids  | 12,76 m       | Albuquerque  | 16 février 2018 |
| Saut en longueur | 6,44 m        | Albuquerque  | 4 mars 2017     |
| 800 mètres       | 2 min 10 s 80 | Fayetteville | 10 mars 2013    |
| Pentathlon       | 4 760 pts     | Albuquerque  | 16 février 2018 |